# تمی گرایمز
تمی گرایمز (انگلیسی: Tammy Grimes؛ زادهٔ ۳۰ ژانویهٔ ۱۹۳۴) هنرپیشه و خواننده اهل ایالات متحده آمریکا بود.
از فیلم‌های معروف او می‌توان به بازی در فیلم هنر عالی و مشکل در گوشه اشاره کرد.